# 8 (이소라의 음반)
이소라 8집 《8》은 이소라가 6년만에 발매한 여덟번째 정규 앨범이며 타이틀 곡은 `난 별`이다. 8집의 컨셉 및 작품 구상 기간까지는 총 6년, 순수 녹음 및 후반 작업 기간만 총 3년이 소요됐다. 보컬 및 악기 녹음은 100여회가 넘게 이루어졌고 음반 후반 작업을 위해 미국, 영국을 오가며 여러번의 믹싱, 마스터링 과정을 거치며 완벽한 음악적 완성도와 사운드를 추구했다. 특히 스팅, 에릭 클랩튼, 비욘세, 머라이어 캐리 등 세계 정상급 가수들과 작업해 온 프랜 캐스컬트가 믹싱을 맡고 레이디 가가, 마돈나, 리한나 등 해외 유명 가수들의 음반에 참여한 크리스 케링거가 마스터링을 담당해 완성도를 높였다. 또, 정지찬과 김민규, 이한철, 정순용 등 유명 가수 겸 작곡가들과 그룹 메이트 출신의 정준일, 임헌일 등 새로운 조류를 이끌고 있는 신진 뮤지션들이 작곡에 참여했다. 그리고 베이시스트 정재일과 드러머 이상민 등이 참여해 이소라의 음악적 변신을 도왔고, 모든 수록곡의 가사는 이소라가 직접 작사했다.

## 수록곡
| #            | 제목                           | 작사           | 작곡         | 재생 시간 |
| ------------ | ------------------------------ | -------------- | ------------ | --------- |
| 1.           | 〈나 Focus〉                   | 이소라         | 임헌일       | 3:47      |
| 2.           | 〈좀 멈춰라 사랑아〉           | 이소라         | 정준일       | 4:04      |
| 3.           | 〈쳐〉                         | 이소라         | 임헌일       | 3:22      |
| 4.           | 〈흘러 All Through The Night〉 | 이소라, 조규찬 | 이한철       | 3:16      |
| 5.           | 〈넌 날〉                      | 이소라         | 정지찬       | 2:39      |
| 6.           | 〈너는 나의〉                  | 이소라         | 김민규       | 4:23      |
| 7.           | 〈난 별〉                      | 이소라         | 정지찬       | 3:48      |
| 8.           | 〈운 듯〉                      | 이소라         | 토마스 쿡    | 2:38      |
| 총 재생 시간 | 총 재생 시간                   | 총 재생 시간   | 총 재생 시간 | 27:57     |